# Virginia Brindis de Salas

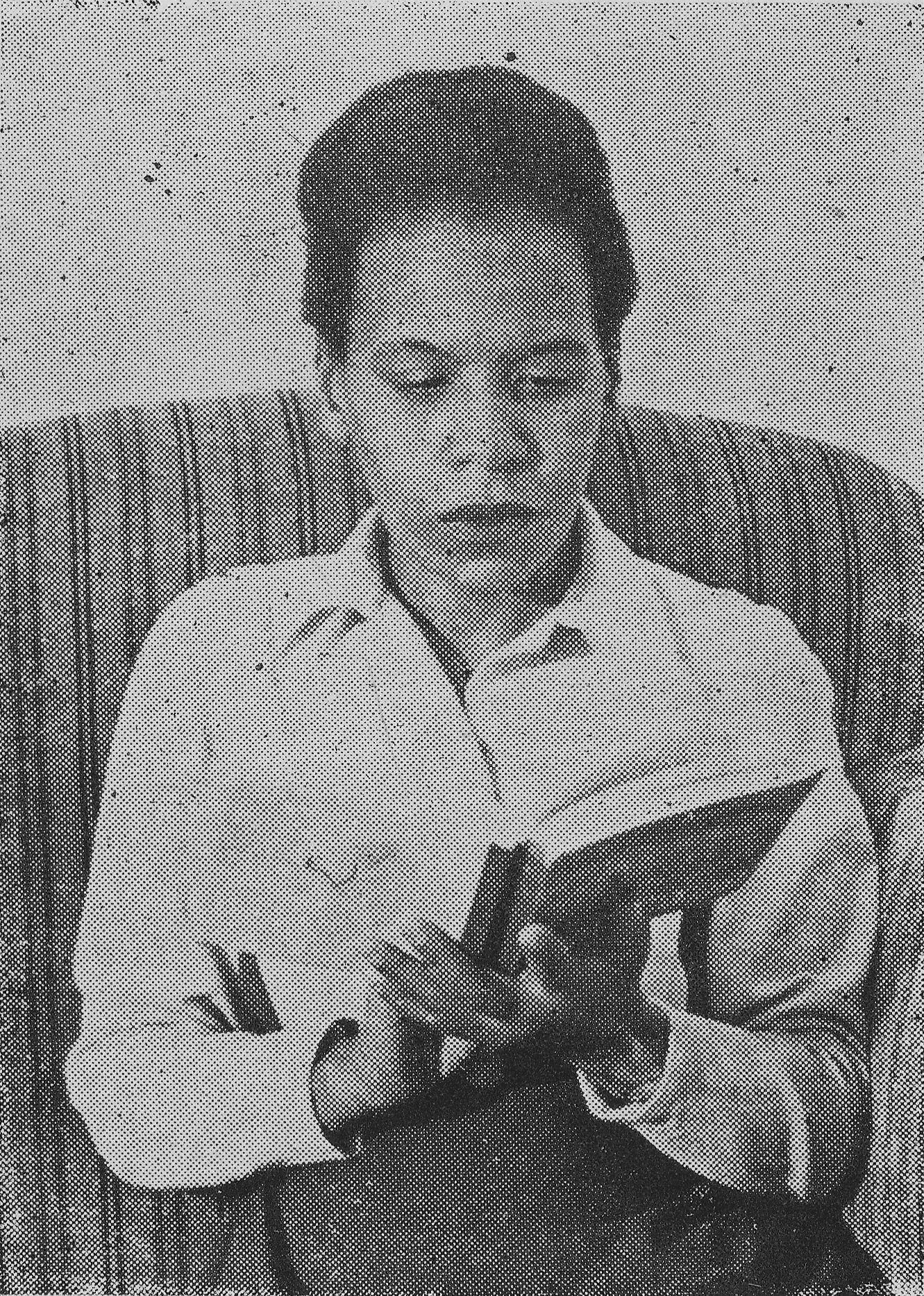
Virginia Brindis de Salas

Virginia Brindis de Salas (18 tháng 9 năm 1908 - 6 tháng 4 năm 1958)  là một nữ nhà thơ của cộng đồng da đen của Uruguay. Là nhà thơ nữ da đen hàng đầu của đất nước, cô cũng được coi là "chiến binh nhất trong số các nhà văn người gốc Phi". Thơ của cô đề cập đến thực tế xã hội của người da đen. Mọi người biết rất ít về cuộc sống của cô ấy; Theo Joy Elizondo, cô tự xưng là cháu gái của nghệ sĩ violin người Cuba, Claudio Brindis de Salas, mặc dù điều này không có căn cứ.

## Lý lịch
Sinh ra ở Montevideo, Uruguay, con gái của Jose Salas và María Blanca Rodríguez, Virginia Brindis de Salas là người đóng góp tích cực cho tạp chí nghệ thuật da đen Nuestra Raza. Các tác phẩm của cô đã khiến cô, cùng với người đồng hương Afro-Uruguay, Pilar Barrios, một trong số ít các nhà thơ nữ người Uruguay được xuất bản.

## Tuyển tập thơ
Brindis de Salas xuất bản hai tập thơ. Đầu tiên, Pregón de Marimorena ("Tiếng gọi của Mary Morena"), xuất hiện vào năm 1946, mang lại cho cô một sự công nhận nhất định. Người đoạt giải Nobel Chile, Gabriela Mistral đã viết về Brindis de Salas: "Hãy hát, Virginia yêu dấu, bạn là người duy nhất trong cuộc đua của bạn đại diện cho Uruguay. Thơ của bạn được biết đến ở Los Angeles và ở phương Tây. bạn bè, và, xin Chúa ban cho rằng cuốn sách này là chìa khóa mở ra những may mắn cho người phụ nữ da đen dũng cảm duy nhất mà tôi biết. "  Năm 1949, Brindis de Salas đã phát hành tuyển tập Cien Cárceles de Amor ("Một trăm nhà tù của tình yêu"), được chia thành bốn phần, mỗi phần làm nổi bật một loại nhạc có nguồn gốc châu Phi khác nhau: "Ballad", "Calls "," Tangos "và" Bài hát ".